# Діаграма комунікації

Communication diagram

Діаграма комунікації (англ. Communication diagram, в UML 1.x - діаграма кооперації, англ. collaboration diagram) — діаграма, на якій зображуються взаємодії між частинами композитної структури або ролями кооперації. На відміну від діаграми послідовності, на діаграмі комунікації явно вказуються відносини між об'єктами, а час як окремий вимір не використовується (застосовуються порядкові номери викликів).
В UML є чотири типи діаграм взаємодії (неточно):
- діаграма послідовності;
- діаграма комунікації;
- діаграма огляду взаємодії;
- діаграма синхронізації.
Діаграма комунікації моделює взаємодії між об'єктами або частинами в термінах впорядкованих повідомлень. Комунікаційні діаграми представляють комбінацію інформації, взятої з діаграм класів, послідовності і варіантів використання, описуючи відразу і статичну структуру і динамічну поведінку системи.
Комунікаційні діаграми мають вільний формат упорядкування об'єктів і зв'язків як в діаграмі об'єктів. Щоб підтримувати порядок повідомлень при такому вільному форматі, їх хронологічно нумерують. Читання діаграми комунікації починається з повідомлення 1.0 і триває по напрямку пересилання повідомлень від об'єкта до об'єкта.
Діаграма комунікації показує багато в чому ту ж інформацію, що і діаграма послідовності, але через іншого способу подання інформації якісь речі на одній діаграмі бачити простіше, ніж на інший. Діаграма комунікацій наочніше показує, з якими елементами взаємодіє кожен елемент, а діаграма послідовності ясніше показує в якому порядку відбуваються взаємодії.